# کاخ العبدلیه

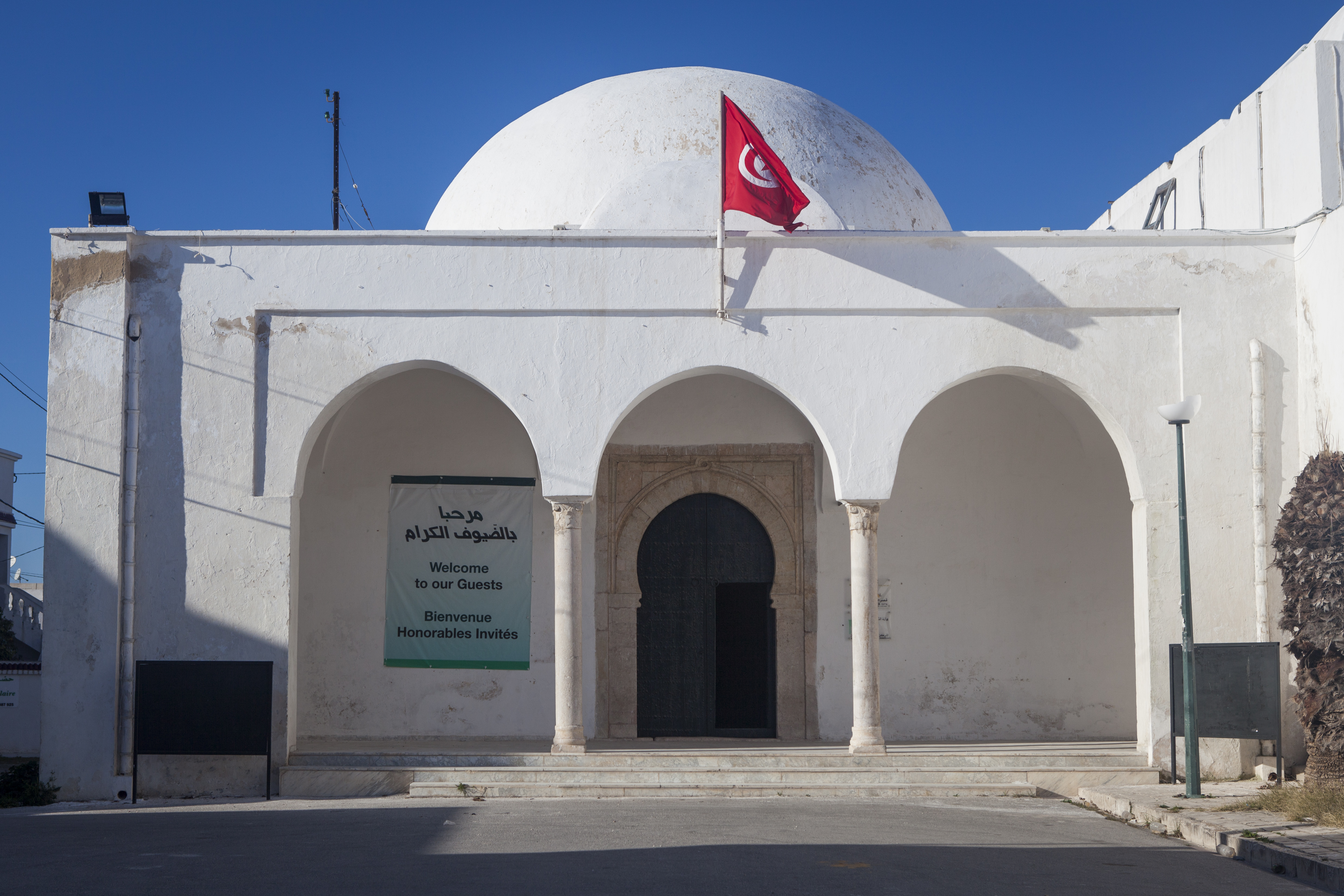
نمایشگاه کاخ العبدلیه

کاخ العبدلیه (عربی: قصر العبدلية) یک کاخ تونسی است که در قرن ۹۰۵ هجری قمری برابر با ۱۵۰۰ میلادی ساخته شده‌است این کاخ در شهر المرسی در همسایگی پایتخت تونس و در یک مکان و موقعیت استراتژیکی قدیمی در بندر المرسی واقع شده‌است.

## تاریخچه
احمد ابن ابی الضیاف تاریخدان اشاره می‌کند که این کاخ در گذشته به‌عنوان اقامتگاه تابستانی عالی و خوب در خلال قرنهای ۱۷ و ۱۸ میلادی و در دوره حکومت المرادیه و همین‌طور الحسینیه استفاده می‌شده‌است، این کاخ همچنین به عنوان یک پناهگاه در همین دوران در زمانی که مورد تهدید قرار می‌گرفتند مورد استفاده قرار می‌گرفته‌است. در قرن ۱۷ در این کاخ شخصیت‌های مختلف تونسی و خارجی مورد استقبال قرار گرفتند مانند البای محمود (۱۸۱۴ تا ۱۸۲۴) و فرزند وی حسین بای و در اواخر دوره مصطفی بای و احمد بای (۱۸۳۵ تا ۱۸۵۵) این کاخ تبدیل به اقامتگاه تابستانی کنسول و سفیر انگلیس توماس رید و ریچارد وود شد قبل از اینکه از طرف محمود بای در اواسط قرن مجدداً باز پس گرفته شود.

## نگارخانه

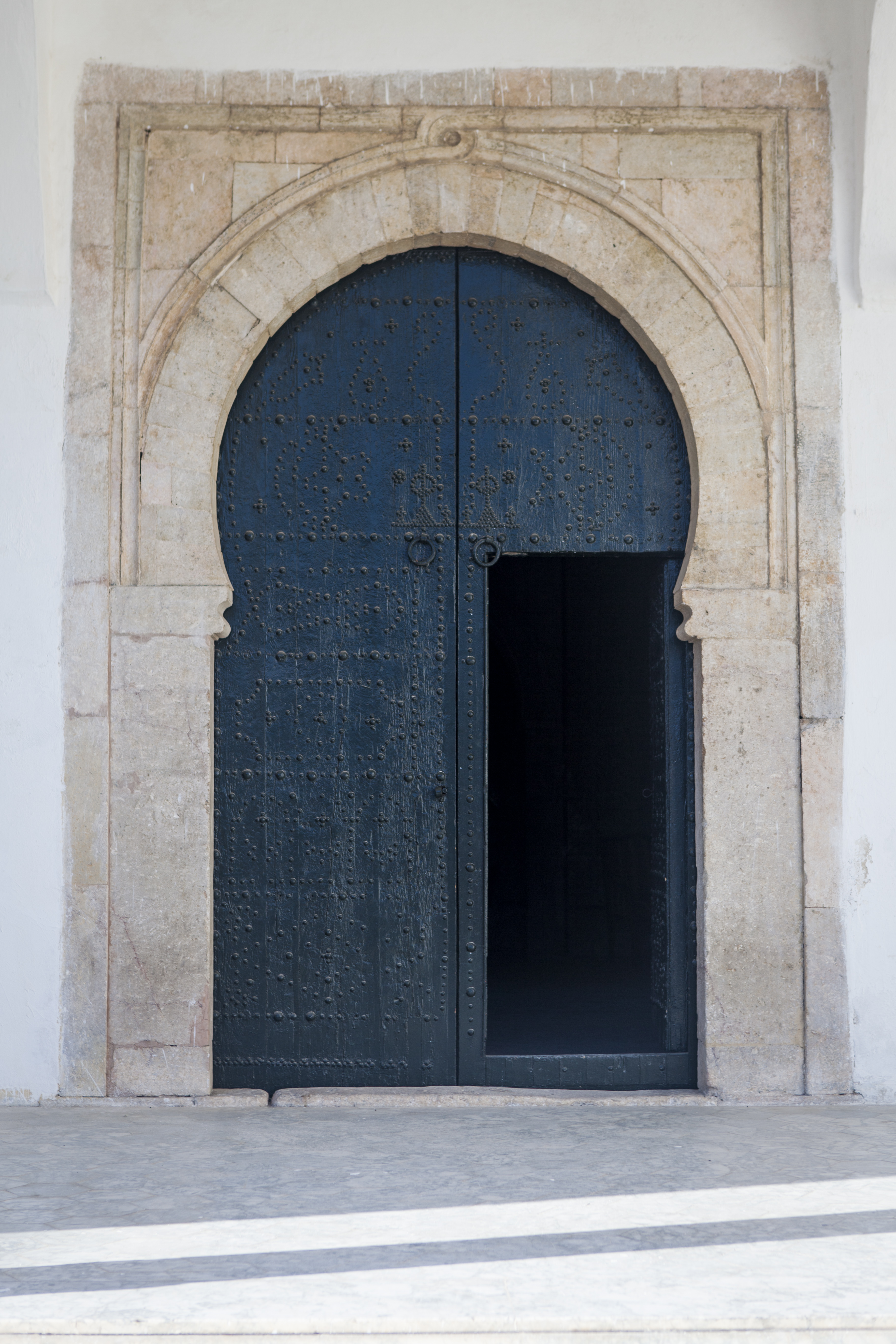
دروازه کاخ
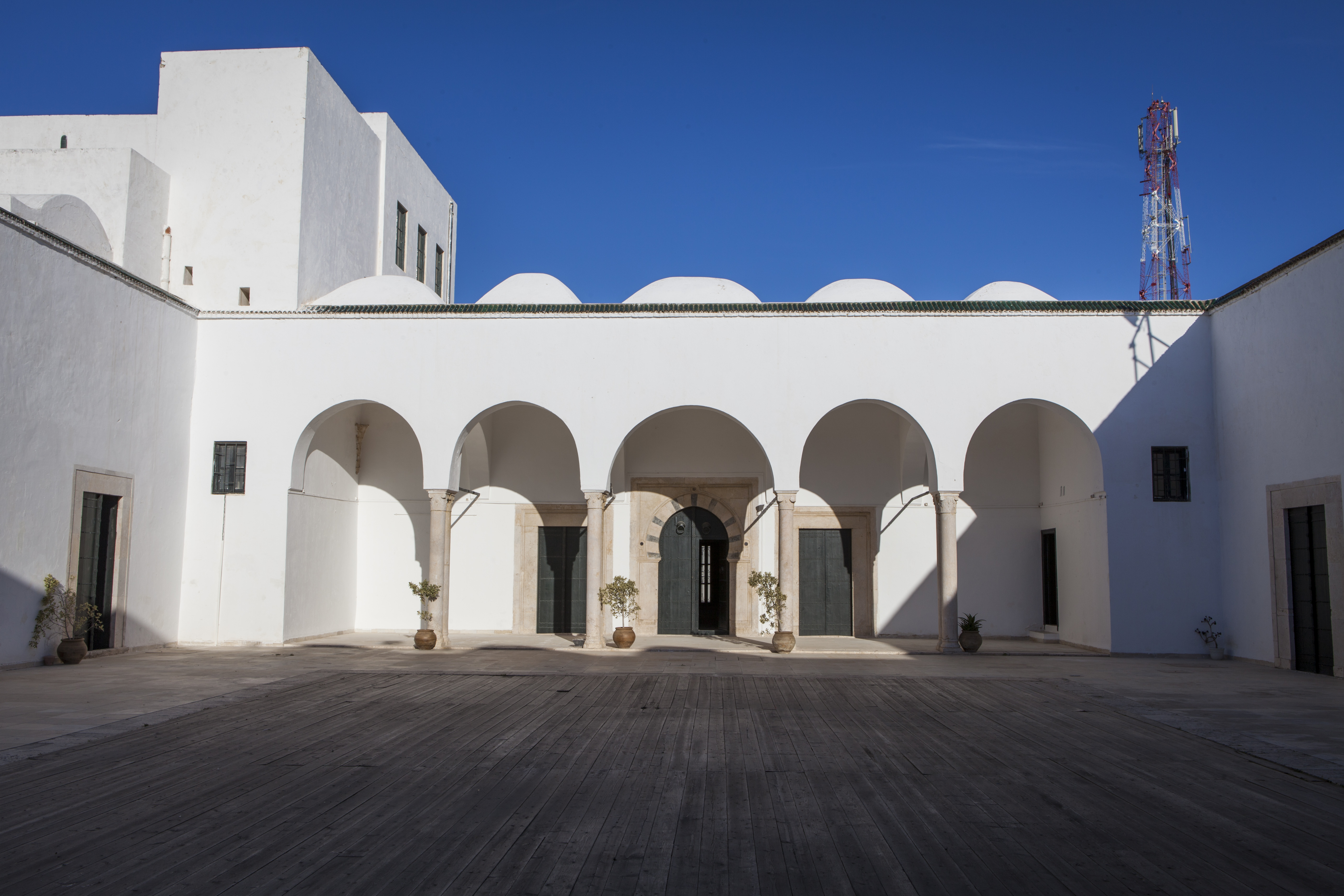
حیاط کاخ
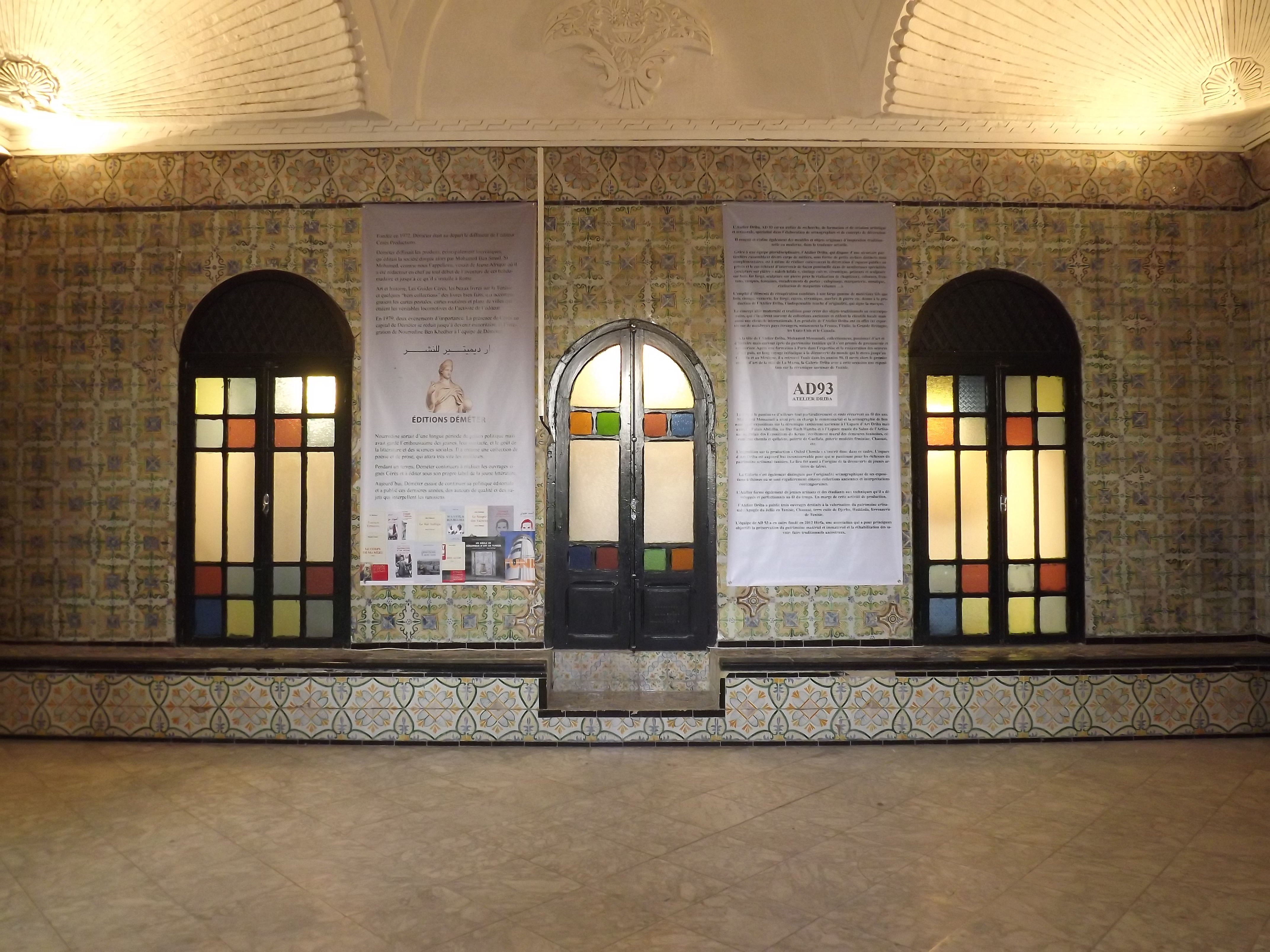
نمای داخلی